# Страстоцветни
Страстоцветните (Passifloraceae) са семейство растения от разред Малпигиецветни (Malpighiales).
Таксонът е описан за пръв път от френския естественик Анри-Франсоа-Ан дьо Русел през 1806 година.

## Родове
- Adenia
- Adenoa
- Afroqueta
- Ancistrothyrsus
- Androsiphonia
- Arboa
- Astephananthes
- Astrophea
- Barteria
- Basananthe
- Blephistelma
- Crossostemma
- Disemma
- Distephana
- Efulensia
- Erblichia
- Erndelia
- Hollrungia
- Hounea
- Hyalocalyx
- Loewia
- Lortetia
- Malesherbia
- Mitostemma
- Modecca
- Murucuja
- Odostelma
- Paropsiopsis
- Passiflora – Пасифлора
- Pibiria
- Piriqueta
- Schlechterina
- Senapea
- Smeathmannia
- Stapfiella
- Streptopetalum
- Tetrapathaea
- Tetrapathea
- Tetrastylis
- Triacis
- Tryphostemma
- Turnera
- Wormskioldia